# 't Het nog nooit zo donker west
"'t Het nog nooit zo donker west" is een nummer van de Groningse zanger Ede Staal. Het nummer werd uitgebracht op zijn album Mien toentje uit 1984. Dat jaar werd het nummer uitgebracht als de tweede single van het album.

## Achtergrond
"'t Het nog nooit zo donker west" is geschreven door Staal zelf en geproduceerd door Staal en Koos Hindriks. Nadat Staal een aantal jingles had gemaakt voor de Groningse radiozender Radio Noord, ontstond er vraag naar eigen muziek. Oorspronkelijk wilde hij geen zelfgeschreven nummers uitbrengen, maar later werd hij overtuigd om dit wel te doen. De tekst van het nummer, dat wordt gezongen in het Gronings, gaat over een oud koppel dat hun hele leven samen heeft gewoond en kort na elkaar overlijdt.
"'t Het nog nooit zo donker west" was oorspronkelijk vooral bekend binnen de provincie Groningen en behaalde in 1984 géén notering in de destijds drie landelijke hitlijsten op de nationale publieke popzender Hilversum 3 (de Nederlandse Top 40, Nationale Hitparade en de TROS Top 50). 
Vanaf de eerste editie in 1998 staat de plaat ieder jaar op de eerste plaats in de door RTV Noord georganiseerde hitlijst Alle 50 Goud met de beste Groningse platen. In 2007 werd er een lobbyactie opgezet om de plaat in de NPO Radio 2 Top 2000 van de Nederlandse publieke radiozender NPO Radio 2 te krijgen. De actie was in eerste instantie succesvol en de plaat leek de eerste positie van de lijst te bereiken, maar werd uiteindelijk uit de lijst geweerd nadat toenmalig zendermanager Kees Toering wilde voorkomen dat de lijst te veel beïnvloed zou worden door lobbyacties. In 2019 werd opnieuw een actie opgezet om de plaat in de lijst te krijgen, nadat andere lobbyacties ook werden geaccepteerd. Ditmaal was de actie wél succesvol en kwam de plaat binnen op de 476e positie in de NPO Radio 2 Top 2000.
Op 27 maart 2020, tijdens de coronacrisis, werd "'t Het nog nooit zo donker west" exact om 11:00 uur door verschillende radiozenders waaronder RTV Noord en NPO Radio 2 gedraaid als hart onder de riem voor iedereen die in de zorg werkt of afhankelijk is van zorg.

### NPO Radio 2 Top 2000
| Nummer met noteringen in de NPO Radio 2 Top 2000 | '19 | '20 | '21 | '22 | '23 | '24 |
| ------------------------------------------------ | --- | --- | --- | --- | --- | --- |
| 't Het nog nooit zo donker west                  | 476 | 619 | 700 | 536 | 384 | 445 |

1. ↑  Een vetgedrukt getal geeft de hoogste notering aan.
2. ↑  2019 was het eerste jaar met een notering voor dit nummer.

### Evergreen Top 1000
| Evergreen Top 1000 "'t Het nog nooit zo donker west" | Evergreen Top 1000 "'t Het nog nooit zo donker west" | Evergreen Top 1000 "'t Het nog nooit zo donker west" | Evergreen Top 1000 "'t Het nog nooit zo donker west" | Evergreen Top 1000 "'t Het nog nooit zo donker west" | Evergreen Top 1000 "'t Het nog nooit zo donker west" | Evergreen Top 1000 "'t Het nog nooit zo donker west" | Evergreen Top 1000 "'t Het nog nooit zo donker west" | Evergreen Top 1000 "'t Het nog nooit zo donker west" | Evergreen Top 1000 "'t Het nog nooit zo donker west" | Evergreen Top 1000 "'t Het nog nooit zo donker west" | Evergreen Top 1000 "'t Het nog nooit zo donker west" | Evergreen Top 1000 "'t Het nog nooit zo donker west" | Evergreen Top 1000 "'t Het nog nooit zo donker west" | Evergreen Top 1000 "'t Het nog nooit zo donker west" | Evergreen Top 1000 "'t Het nog nooit zo donker west" | Evergreen Top 1000 "'t Het nog nooit zo donker west" |
| Jaar                                                 | 2008                                                 | 2009                                                 | 2010                                                 | 2011                                                 | 2012                                                 | 2013                                                 | 2014                                                 | 2015                                                 | 2016                                                 | 2017                                                 | 2018                                                 | 2019                                                 | 2020                                                 | 2021                                                 | 2022                                                 | 2023                                                 |
| ---------------------------------------------------- | ---------------------------------------------------- | ---------------------------------------------------- | ---------------------------------------------------- | ---------------------------------------------------- | ---------------------------------------------------- | ---------------------------------------------------- | ---------------------------------------------------- | ---------------------------------------------------- | ---------------------------------------------------- | ---------------------------------------------------- | ---------------------------------------------------- | ---------------------------------------------------- | ---------------------------------------------------- | ---------------------------------------------------- | ---------------------------------------------------- | ---------------------------------------------------- |
| Positie                                              | -                                                    | -                                                    | -                                                    | -                                                    | -                                                    | -                                                    | -                                                    | -                                                    | -                                                    | -                                                    | -                                                    | -                                                    | -                                                    | -                                                    | -                                                    | 57                                                   |